# محمد درخشش
محمد درخشش (۱۲۹۵ تهران – ۱۲ خرداد ۱۳۸۴ مریلند) معلم، دولتمرد و قانونگذار ایرانی بود.

## اوایل زندگی
پدرش یدالله نام داشت. او تحصیلات ابتدایی، متوسطه و عالی خود را در ایران گذراند و لیسانس خود را از دانشسرای عالی در رشته تاریخ و جغرافی گرفت. پس از اتمام تحصیلات، به نظام‌وظیفه پیوست و دو سال خدمت کرد. سپس به تدریس فیزیک، شیمی و ریاضی در دبیرستان‌های تهران، از جمله دبیرستان‌های آلیانس و پهلوی، پرداخت.

## فعالیت‌های سیاسی
همراه با جمعی از دوستانش جامعه فارغ التحصیلان دانشسرای عالی را راه انداخت که روزنامه‌ای هم انتشار داد. همچنین باشگاه مهرگان را تأسیس کرد.
محمد درخشش از سید محمد بهشتی، محمد جواد باهنر و محمد مفتح به عنوان فعالین
و مبارزین باشگاه مهرگان نام برده‌است.
روزنامه مهرگان ارگان باشگاه بود که به صورت هفتگی چاپ می‌شد. درخشش در مصاحبه خودش آن را نه فقط یک روزنامه صنفی بلکه روزنامه ای معرفی می‌کند که برای دفاع از حقوق ملت ایران و دفاع از آزادی مطلب منتشر می‌کرد. علی اصغر حاج سید جوادی و عبدالحسین زرین کوب از جمله سردبیران این روزنامه بودند.
درخشش دکتر محمد مصدق را رهبری صادق و شریف می‌دانست.پس از کودتای ۲۸ مرداد ۱۳۳۲ به نمایندگی تهران در مجلس شورای ملی انتخاب شد (دوره هجدهم). در این مجلس فعال‌ترین نماینده علیه قرارداد کنسرسیوم نفت بود. سه روز پیاپی به مدت هفت ساعت علیه قرارداد سخنرانی کرد و همراه با سید ابوالحسن حائری‌زاده، مصطفی کاشانی، امیرتیمور کلالی و شمس قنات‌آبادی به قرارداد رأی مخالف داد.
با اینکه درخشش در هنگام بحث بر سر قرارداد، در جبهه مقابل علی امینی بود، هفت سال بعد در پی اعتصاب سراسری معلمان کشور و کشته شدن ابوالحسن خانعلی در دولت امینی وزیر فرهنگ شد و دوره وزارت پرآشوبی داشت.
درخشش در مجموعه تاریخ شفاهی ایران در دانشگاه هاروارد ادعا می کند که تا قبل از وزیر شدن درخشش تمامی روسای دانشگاه‌های ایران بجز دانشگاه تهران به‌وسیلهٔ وزیر فرهنگ انتخاب می‌شدند و او برای اولین بار این موضوع را به وسیله رای‌گیری به عهده استادان همان دانشگاه گذاشت که این موضوع در برخی موارد به مذاق حکومت خوش نمی‌آمد و توصیه به عدم انتخاب یا توصیه به انتخاب اشخاصی می‌کردند. به‌طور مثال در یک نامه محرمانه به امضای خود محمدرضا پهلوی از درخشش خواسته می‌شود که بیت الله جمالی که در زمان سید جعفر پیشه‌وری با او همکاری داشته به دلایل امنیتی از سمت خود برکنار کند ولی درخشش با تهدید به استعفا به بهانه انتخاب بیت الله جمالی به‌وسیلهٔ رای‌گیری این دستور را مخالف دمکراسی می‌داند و آن را نمی‌پذیرد درخشش در این مجموعه مصاحبه ها میگوید که تمام تلاشش را برای عدم راهیابی افراد توده ای در وزارت فرهنگ کرده و به چندین نفر به دلیل انتصاب اعضای حزب توده شدیداً انتقاد نموده و از آنها می‌خواهد که توده ای‌ها را به کار نگیرند. پس از وزارت فرهنگ سمتی به او داده نشد و بارها با پیگرد و زندان روبرو شد. سپس از ایران خارج شد و در فرانسه و سپس آمریکا ساکن شد.
جعفر شریف امامی نخست‌وزیر وقت ایران که کشته شدن ابوالحسن خانعلی در زمان مسئولیت او روی داد بعد از انقلاب در مصاحبه ای محمد درخشش را آتش بیار تظاهرات معلمین خواند.
محمد درخشش در مصاحبه ای که بعد از انقلاب صورت گرفت مدعی حضور پانصد هزار نفری معترضان در اعتراضات معلمین در شهر تهران شد.در حالی که در آن زمان جمعیت تهران بر اساس جمعیت شناسی تهران حدود دو میلیون نفر بوده است.